# 北宫国家森林公园
北宫国家森林公园是位於中華人民共和國北京市丰台区的國家森林公園，因帝王憩地而得名。
该公园始建于2002年10月，2005年12月被国家林业局正式批准为国家级森林公园。
该公园森林覆盖率达68.8%，林木绿化率达89.3 %。因其每年秋天1800亩红叶满园，成为北京的主要赏枫叶点之一。其中著名景点包括古石桥、护国宝塔、太古化阳洞、朝阳三慧洞、极乐洞，还有极具南方特色的“水上公园”。